# Leucania binigrata
Leucania binigrata là một loài bướm đêm trong họ Noctuidae.